# Studio (restaurant)
Studio var en dansk restaurant i Carlsberg Byen i Paulas Passage i København, Vesterbro. Den havde fra 2014 til 2019 én stjerne i Michelinguiden. Studio blev åbnet i oktober 2013 i Havnegade i København.

## Historie
Kokkene Torsten Vildgaard og Claus Meyer åbnede restauranten ved Københavns Havn på 1. sal af Gammelholm Toldkammer i Havnegade den 3. oktober 2013. The Standard var fra starten ejet af Claus Meyer og Niels Lan Doky, men blev i januar 2019 overtaget af Merete Holst og Dorte Juhl Østergaard, som flyttede alle stedets restauranter ud af det gamle Toldkammer i Havnegade fra december 2021
Fem måneder efter at Studio slog dørene op, fik restauranten i marts 2014 én stjerne i Michelinguiden. Ved de efterfølgende årlige uddelinger bevarede Studio sin stjerne  , som restauranten mistede i 2020 efter have skiftet køkkenchef flere gange på få år.
I 2017 overtog Merete Holst og Dorte Juhl Østergaard driften af The Standard, og fra 2019 overtog de med LOCA Gruppen det fulde ejerskab af restaurant STUDIO, hvorefter Christoffer Sørensen blev hentet ind som køkkenchef. Christoffer Sørensen modtog i 2021 både Michelin-guidens ’Young Chef Award’ og White Guides pris som ’Årets Unge Kokketalent.